# Проскурін Володимир Григорович
Володимир Григорович Проскурін (рос. Владимир Григорьевич Проскурин, 24 січня 1945, Воронеж, РРФСР, СРСР — 19 липня 2020) — радянський футболіст, нападник. Майстер спорту СРСР (1968).

## Біографія
Вихованець ФШ «Труд» Воронеж (з 1960 р.). Виступи у командах майстрів розпочав у 1963 році в класі «Б» в складі клубу «Енергія», потім грав за «Труд». Як студент Воронезького педагогічного інституту мав бронь від призову в армію (закінчив ВУЗ в 1968 році), але в 1969 році з власної ініціативи перейшов в ростовський СКА. До цього мав запрошення від інших команд вищої групи — ленінградського «Зеніту» і куйбишевських «Крил Рад», однак відмовив їм, не будучи впевненим у власній здатності виступати на вищому рівні.
У 1969 році забивши в чемпіонаті 16 м'ячів став, спільно з Миколою Осяніним і Джемалом Херхадзе, став кращим бомбардиром чемпіонату СРСР, однак приз «Найкращому бомбардирові» від газети «Труд», також як і Херхадзе, не отримав, оскільки на думку журналіста газети «Футбол — Хокей» Геннадія Радчука футболісти забили по три голи в останньому матчі в результаті змови. в
Навесні 1970 року Проскурін отримав запрошення перейти в «Торпедо». Розраховуючи отримати в Ростові квартиру, він відмовився від переходу. У серпні, так і не отримавши квартиру, прийняв запрошення Миколи Старостіна і перейшов у московський «Спартак». Зіграв у складі команди лише 7 матчів в чемпіонаті. Також провів 1 гру на Кубок європейських чемпіонів проти швейцарського «Базеля». Повернувшись на вихідні у Воронеж, Володимир послизнувся в лазні і розпоров собі ногу. В команді вирішили, що травма була обумовлена нетверезим станом Проскуріна, в результаті чого він пішов із «Спартака».
Залікувавши травму, Проскурін повернувся в «Труд», де грав до 1978 року, хоча запрошувався в «Локомотив», «Зеніт», донецький «Шахтар» та луганську «Зорю». Всього в командах майстрів забив 242 голи.
Після завершення футбольної кар'єри працював тренером (1980 — травень 1981) і головним тренером (червень — грудень 1981) «Факела», головним тренером «Стріли» (Воронеж) (1982—1983).
У 1984—1991 роках — старший тренер СПТУ-10 Воронезького облради товариства «Трудові резерви» і голова Федерації футболу Воронежа (у 1991 році, з липня).
У грудні 1991 — червні 1994 років— головний тренер «Іргіза» (Балаково).
З 1996 року — виконавчий директор Воронезького регіону міжрегіонального об'єднання «Чорнозем'я», з 1997 року — віце-президент міжрегіонального об'єднання «Чорнозем'я». Працює інспектором матчів.
Проводиться щорічний обласний юнацький турнір на призи В. Г. Проскуріна.

## Досягнення
- Бронзовий призер чемпіонату СРСР: 1970
- Фіналіст Кубка СРСР: 1969
- Найкращий бомбардир чемпіонату СРСР: 1969 (16 голів)